# Мерен, Стейн
Стейн Мерен (норв. Stein Mehren; 16 мая 1935, Осло, Норвегия — 28 июля 2017, там же) — норвежский поэт, писатель
, эссеист и драматург.

## Биография
Сын врача-дантиста. С 1953 года изучал английскую филологию в Кембриджском университете, затем — философию и историю религии в Университете Осло.

## Творчество
Представитель среднего поколения норвежских поэтов.
Дебютировал со сборником стихов Gjennom Stillheten en natt в 1960 году и с тех пор выпустил множество сборников стихов, а кроме того, эссе по вопросам культуры, искусства и политики, два романа, несколько пьес и другие произведения.
В своих стихах поэт часто прибегает к сложной символике и ассоциациям, переосмысливает древние мифы, варьирует по многу раз одну и ту же тему, всегда находя новый угол зрения. Поэт говорит с миром о самом существенном — о смысле жизни, о вечности, о любви. Задачу поэзии, как и любого другого вида искусства, он видит в том, чтобы «помочь человеку преодолеть расстояние между ним и живой жизнью».

## Избранные произведения
Сборники стихов
- Alene med en himmel (1962),
- Mot en verden av lys (1963),
- Gobelin Europa (1965),
- Tids Alder (1966)

Романы
- De utydelige (1972)
- Titanene (1974)

Сборники эссе
- Samtidsmuseet og andre tekster (1966),
- Maskinen og menneskekroppen (1970)
- Myten og den irrasjonelle fornuft (два тома, 1977 и 1980).

Пьесы
- Narren og hans hertug (1968, поставлена в Национальном театре)
- Den store søndagsfrokosten (1976).

## Награды
- 1963 — Премия Ассоциации норвежских критиков
- 1963 — Mads Wiel Nygaard’s Endowment
- 1971 — Литературная премия Доблоуга Шведской академии
- 1973 — Премия издательства «Аскехоуг»
- 1975 — Riksmål Society Literature Prize
- 1979 — Fritt Ord Award
- 1987 — Премия Норвежской академии памяти Торлейфа Даля